# Margaret Somerville
Margaret Somerville (Ecclesall, 6 febbraio 1912 – Kingston upon Thames, dicembre 1987) è stata una schermitrice britannica, vincitrice di una medaglia di bronzo ai campionati mondiali di scherma.